# 2014 S/S
2014 S/S es el álbum debut del grupo surcoreano WINNER. Fue lanzado el 12 de agosto de 2014, por el sello del grupo, YG Entertainment. Los miembros fueron acreditados por escribir y componer la mayoría de las canciones.

## Composición
Los miembros del grupo produjeron la mayoría de las canciones, con la ayuda de productores como Choice 37, Airplay, y otros. El álbum fue resaltado por incorporar elementos que generalmente no se encuentran en la música K-pop, incluyendo toques acústicos y de rock alternativo.

## Lista de Canciones
| N.º | Título                          | Letras                                                             | Música                                                               | Arrangement                    | Duración |  |
| 1.  | «Empty» (공허해)                | B.I, Mino, Bobby                                                   | B.I, P.K                                                             | P.K                            | 3:40     |  |
| 2.  | «Color Ring» (컬러링)           | Kang Seungyoon, Mino, Lee Seunghoon                                | Kang Seungyoon, Ham Seung-cheon, Kang Wook-jin, Sung Hwak Cho, Dee.P | Ham Seung-cheon, Kang Wook-jin | 3:55     |  |
| 3.  | «Don't Flirt» (끼부리지마)      | Sung Hwak Cho, Ham Seung-cheon, Kang Wook-jin, Mino, Lee Seunghoon | Ham Seung-cheon, Kang Wook-jin, Sung Hwak Cho                        | Ham Seung-cheon, Kang Wook-jin | 3:25     |  |
| 4.  | «I'm Him» (걔 세)               | Mino                                                               | Choice37, Mino, Teddy                                                | Choice37, Teddy                | 2:52     |  |
| 5.  | «Love is a Lie» (척)            | Kang Seungyoon, Mino                                               | Kang Seungyoon, The Fliptones                                        | The Fliptones                  | 3:23     |  |
| 6.  | «Confession» (고백하는거야)     | Nam Taehyun                                                        | Nam Taehyun, Airplay, Sung Hwak Cho                                  | Airplay                        | 4:07     |  |
| 7.  | «But (사랑하지마)» (사랑하지마) | Nam Taehyun, Mino, Lee Seunghoon                                   | Nam Taehyun, Ham Seung-cheon, Kang Wook-jin                          | Ham Seung-cheon, Kang Wook-jin | 3:53     |  |
| 8.  | «Different»                     | Kang Seungyoon, Mino, Lee Seunghoon                                | Mino, Kang Seungyoon                                                 | Airplay                        | 3:57     |  |
| 9.  | «Tonight» (이 밤)               | Nam Taehyun, Mino                                                  | Nam Taehyun, Airplay                                                 | Airplay                        | 3:22     |  |
| 10. | «Smile Again»                   | Kang Seungyoon, Mino, Lee Seunghoon                                | Kang Seungyoon, Mino, Dee.P                                          | The Fliptones                  | 3:20     |  |

## Recepción
La canción principal "Empty", se convirtió en un hit en Corea del Sur, encabezando la lista de Gaon y el K-Pop Hot 100 Chart de Billboard. Internacionalmente, 2014 S/S encabezó la lista de World Album Chart de Billboard, convirtiéndose en el grupo novato más rápido en lograrlo, y también entró en las listas de iTunes de cinco países.

## Listas musicales
| Listas                            | Posición |
| --------------------------------- | -------- |
| Gaon Weekly Album Chart           | 1        |
| Billboard World Album Chart"      | 1        |
| Billboard Heatseekers Albums      | 6        |
| Gaon Monthly Physical Album Chart | 2        |
| Gaon Yearly Physical Album Chart  | 25       |

### Ventas
| Lista               | 2014   | 2015 | 2016 | Total  |
| ------------------- | ------ | ---- | ---- | ------ |
| Gaon Chart (Físico) | 80 262 | 9578 | 3057 | 92 897 |